# أنخيل أغيري ريفيرو
أنخيل أغيري ريفيرو (بالإسبانية: Ángel Aguirre Rivero)‏ هو اقتصادي وسياسي مكسيكي، ولد في 21 أبريل 1956 في المكسيك. حزبياً، نشط في الحزب الثوري المؤسساتي. وقد انتخب عضو مجلس الشيوخ من المكسيك وانتخب عضو مجلس النواب المكسيك.